# Heinrichita
Heinrichita és el nom d'un mineral radioactiu, compost d'arsenat hidratat d'uranil i bari, de fórmula Ba(UO₂)₂(AsO₄)₂(H₂O)₁₀, i que pertany al grup de l'autunita. És l'arsenat anàleg de l'Uranocircita.
Va ser descoberta l'any 1958 a la mina White King, Oregon, Estats Units, i porta el seu nom en honor del mineralogista Eberhardt William Heinrich (1918-1991), Universitat de Michigan. Als territoris de parla catalana ha estat descrita a la mina Eureka (La Torre de Cabdella, Pallars Jussà).